# Akame ga Kill!
Akame ga Kill! (アカメが斬る！?, Akame ga kiru!, lett. "Akame squarcia!") è un manga shōnen scritto da Takahiro e disegnato da Tetsuya Tashiro, serializzato sulla rivista Gangan Joker di Square Enix dal 20 marzo 2010 al 22 dicembre 2016. Un prequel incentrato sulle vicende passate di Akame, intitolato Akame ga Kill! Zero, è stato serializzato sulla rivista Big Gangan di Square Enix tra il 25 ottobre 2013 e il 25 gennaio 2019.  Un adattamento anime della serie principale, prodotto da White Fox, è stato trasmesso in Giappone tra il 6 luglio e il 14 dicembre 2014.
In Italia entrambi i manga sono editi da Panini Comics, mentre l'anime è stato trasmesso nel 2019 in streaming sottotitolato dalla web TV VVVVID.

## Trama
La storia è incentrata sulle avventure di Tatsumi, un giovane di paese che viaggia per la capitale dell'impero allo scopo di guadagnare denaro per il suo villaggio. Tuttavia, dopo aver scoperto che nella città è presente un'estesa corruzione, entra a far parte del gruppo di assassini del Night Raid, per aiutarli a combattere l'Impero per porre fine alla politica corrotta.
Nel corso della trama, i personaggi principali faranno utilizzo dei Teigu (帝具? lett. "Arma Imperiale"), ovvero le armi più forti e misteriose della serie. Non tutti i guerrieri sono in grado di utilizzare un'arma imperiale dato che richiede un grande sforzo fisico e/o mentale. I Teigu furono creati dal primo imperatore del grande impero. Egli inventò i Teigu con lo scopo di proteggere l'impero per l'eternità. I Teigu, che in tutto sono 48, furono creati usando i resti di bestie pericolose con delle abilità speciali e metalli rarissimi come l'Oricalco. Per essere costruite l'imperatore chiamò a sé i più grandi artigiani e alchimisti dell'impero. I Teigu inoltre non possiedono una sola abilità, molti di essi possiedono una o più abilità segrete, alcune di esse però, non sono conosciute, e possono essere scoperte solo dall'utilizzatore.
Pur essendo armi molto forti, i Teigu hanno anche dei limiti che possono essere applicati all'arma e all'utilizzatore: nessuno può utilizzare due Teigu contemporaneamente, se non possiede un'incredibile forza fisica e di volontà (solo Wave ci è riuscito); un Teigu può essere non compatibile con l'utilizzatore; se due utilizzatori di queste armi si sfidano, uno dei due morirà; non esistono Teigu in grado di resuscitare persone.

## Personaggi

### Night Raid

I Night Raid (da sinistra verso destra): Mine, Najenda, Akame, Lubbock, Sheele, Leone e Bulat

I Night Raid sono un gruppo di otto assassini affiliati a un esercito ribelle, il cui compito è quello di raccogliere informazioni, eliminare politici, capi militari e nobili corrotti, nel modo più rapido e efficiente possibile. Ogni membro è esperto in almeno un tipo di combattimento ed è dotato di un Teigu. Per poter agire nel modo migliore possibile senza farsi individuare, i Night Raid lavorano solitamente in coppia.
Tatsumi (タツミ?)
Doppiato da: Sōma Saitō
Protagonista della serie, è un giovane avventuriero che parte per la capitale con due amici nella speranza di raccogliere fondi per la sua terra natia. Giunto nella capitale, viene coinvolto nelle avventure e missioni dei Night Raid e si unisce a loro per vendicare la morte dei suoi amici. Inizialmente privo di un proprio teigu, acquisisce in seguito quello di Bulat, l'armatura Incursio, una volta che questi muore. Riesce sempre a sfuggire a Esdeath che si innamora di lui e si invaghisce di Mine. Nell'anime sacrifica la sua vita per sconfiggere l'arma imperiale Shikoutazer. Nel manga, si sposa con Mine e si ritira con lei nel villaggio natio di Tatsumi a riprendersi dalle loro ferite, anche se quest'ultimo viene trasformato in un drago (molto simile alla bestia pericolosa che "vive" all'interno di Incursio) da Incursio stessa; sarà infatti soggetto della ricerca di Akame, che cercherà un antidoto per contrastare la maledizione di Murasame e anche per "sciogliere" la trasformazione in drago di Tatsumi, nel sequel spin-off Hinowa ga Crush! (presente solo in formato manga in quanto sequel solo della serie manga). Abile combattente nel corpo a corpo e con la spada, Tatsumi, grazie al potere di Incursio, ottiene straordinarie capacità di resistenza, forza e velocità oltre all'abilità di diventare temporaneamente invisibile. È inoltre un ottimo cuoco.
La sua arma imperiale Incursio si manifesta come una spada (chiamata "chiave") che se conficcata nel terreno evoca un'armatura. Essa è molto resistente e può diventare invisibile per brevi periodi, ma ha anche l'abilità segreta di adattarsi alle situazioni difficili, per esempio durante il combattimento contro Shikoutazer sviluppa un paio di ali.
Akame (アカメ?)
Doppiata da: Sora Amamiya
È il personaggio che dà il nome alla serie e che, insieme a Tatsumi, ricopre il ruolo di protagonista. Akame è una giovane ragazza considerata uno dei membri più forti dei Night Raid. Nonostante sembri apparentemente fredda e distaccata, è in realtà timida e dolce. Tiene molto a tutti i suoi compagni ed è in particolar modo legata a Leone e Tatsumi, oltre a conservare un legame molto forte con la sorella minore Kurome. Da bambina fu venduta dai genitori all'Impero e sottoposta a un addestramento infernale che fece crescere in lei un sentimento di vendetta tale che, dopo essere stata incaricata di assassinare l'ex generale Najenda (poi leader dei Night Raid), non solo la risparmiò, ma decise anche di unirsi a lei e al suo gruppo nella sua crociata contro l'Impero. La sua defezione dall'Impero spinse la sorella minore - e assassina rivale - Kurome a odiarla. Il suo teigu, Murasame, è una spada impregnata di un veleno mortale che uccide in pochi istanti. Akame vanta delle capacità combattive fuori dal comune e può ricorrere alla tecnica Ennozuno con cui, nell'anime, riesce a sconfiggere Esdeath: grazie a essa, diviene più veloce e potente a costo di subire cicatrici su tutto il corpo e di venire tormentata da alcune voci che solo lei può sentire. Nell'anime, lei e Najenda sono gli unici membri dei Night Raid a sopravvivere. Nel manga il suo combattimento contro Esdeath è molto più squilibrato a favore di quest'ultima e inoltre Akame non si batte singolarmente contro di lei, poiché la donna affronta tutto l'esercito ribelle da sola nello stesso momento. Le due si affrontano in uno contro uno solo quando Esdeath è ormai prossima a cedere per il dispendio di energie e riesce anche spezzare Murasame, attimo di distrazione che Akame sfrutta per colpirla con un frammento della lama al torace, uccidendola. Nel manga Akame, per potersi liberare della maledizione, decide di seguire le indicazioni di un teigu e recarsi in una nazione lontana in cui è stata forgiata Murasame, da quindi il via al sequel spin-off Hinowa ga Crush! Nell'anime, la spada resta intatta e Akame si mette in viaggio alla ricerca di altre ingiustizie da sistemare.
Leone (レオーネ?, Reōne)
Doppiata da: Yū Asakawa
Possiede una personalità molto allegra e spensierata e non è in grado di tollerare la benché minima ingiustizia. È una ragazza dalle curve generose ed è consapevole della sua bellezza e del suo fascino, infatti la si vede spesso stuzzicare Tatsumi a scapito di Mine. Nel manga, accetterà i sentimenti fra i due e rinforzerà il suo legame con Akame.
Il suo teigu, Lionel, è una cintura che potenzia i cinque sensi e le dona sembianze feline. È inoltre in grado di rigenerare ferite profonde, addentare vari oggetti metallici e, in combinazione con il teigu di Lubbock, anche di ricucire gli arti perduti. Nell'anime, durante l'assalto finale alla capitale Leone uccide il primo ministro perdendo però la sua arma imperiale. Non potendo più contare sul suo potere di guarigione, muore successivamente per le ferite. Nel manga Leone, apparentemente morta per lo scontro con Honest, ritorna dopo essersi fusa con la sua teigu e lascia che sia il popolo ad uccidere il primo ministro dopo averglielo consegnato. In seguito incontra Akame che le promette di chiamare subito un medico per guarirla dalle sue gravi ferite, ma Leone rifiuta e le chiede di poter morire facendo ciò che le piace, quindi si dirige verso i bassifondi della capitale dove beve un'ultima volta e muore sola nelle strade. In entrambi i casi è l'ultimo membro dei Night Raid a morire.
Mine (マイン?, Main)
Doppiata da: Yukari Tamura
È una giovane ragazza permalosa, facilmente irritabile ma che dimostra di essere tenera e gentile. Abile cecchino, Mine è armata di Pumpkin: un fucile che spara colpi di energia spirituale, la cui potenza è direttamente proporzionale alla pericolosità della situazione, ma che può surriscaldarsi se spara un colpo troppo potente. Al momento dell'esecuzione di Tatsumi, combatte contro Budo sconfiggendolo a costo di ridursi in fin di vita. Successivamente, si risveglia dal coma e sposa Tatsumi; i due si ritirano poi nel villaggio di Tatsumi dove da alla luce il loro figlio. Nell'anime, invece, lo scontro con Budo le risulta fatale ma riuscirà a confessare i suoi sentimenti a Tatsumi prima di morire.
Sheele (シェーレ?, Shēre)
Doppiata da: Mamiko Noto
Apparentemente goffa e svampita, è una ragazza in realtà molto attenta e dolce. È diventata un assassino esperto per proteggere la sua unica amica dal fidanzato violento. Il suo teigu è un enorme paio di forbici chiamato Extase, in grado di tagliare qualsiasi cosa ed emettere intensi bagliori accecanti. È il primo membro dei Night Raid a morire in missione venendo uccisa da Ubiquitous sotto gli occhi di Mine, che perciò svilupperà un odio per lei.
Lubbock (ラバック?, Rabakku)
Doppiato da: Yoshitsugu Matsuoka
Lubbock è un ragazzo spesso additato come un pervertito in quanto ama vedere le ragazze nude mentre fanno il bagno. È molto intelligente. Decide di aderire all'esercito imperiale per stare vicino a Najenda, dopo essersi innamorato di lei a prima vista. Il suo teigu è Crosstail, un paio di guanti dotati di fili che utilizza in battaglia per strangolare i nemici, creare armi o difendersi. Nel manga, dopo essere stato catturato, viene ucciso durante la fuga da Izou, un sottoposto di Syura, dopo aver ammazzato proprio quest'ultimo. Nell'anime muore dopo aver sconfitto Syura ed il suo corpo impalato viene mostrato a Tatsumi.
Bulat (ブラート?, Burāto)
Doppiato da: Katsuyuki Konishi
Ex-ufficiale di alto rango, ha deciso di tradire l'Impero disgustato dalla corruzione che vi regnava per poi unirsi ai Night Raid. Bulat è omosessuale e viene spesso visto flirtare con Tatsumi. Il suo teigu, Incursio, è una spada corta che evoca un'armatura capace di avvolgere tutto il suo corpo migliorando la sua forza fisica e permettendogli di diventare invisibile. È il secondo night raid a morire in seguito all'attacco del suo ex generale Liver, ormai sottoposto di Esdeath Al momento della sua morte affida Incursio a Tatsumi.
Najenda (ナジェンダ?)
Doppiata da: Risa Mizuno
Leader e fondatrice dei Night Raid. Najenda è un ex generale dell'Impero che ha disertato dopo essere rimasta disgustata dalla crudeltà di Esdeath e si è unita al gruppo di rivoluzionari. È colei che ha brandito il teigu Pumpkin, finché Esdeath non le ha portato via un occhio e un braccio. Ha un'ottima dimestichezza con le armi da fuoco ed è supportata dal guerriero Susanō, un'arma imperiale di tipo biologico. Nell'anime Najenda e Akame sono le uniche sopravvissute dei Night Raid. Nel manga, continua ad aiutare nella ricostruzione dell'Impero e adotta un figlio senza sposarsi.
Susanoo (スサノオ?)
Doppiato da: Shintarō Asanuma
È un teigu di tipo biologico che appartiene a Najenda. Si unisce ai Night Raid con Chelsea come rimpiazzo di Bulat e Sheele, diventando rapidamente amico di Tatsumi e Lubbock. Progettato per svolgere faccende di casa e lottare, Susanō può continuare a rigenerarsi nonostante le ferite subite finché il suo nucleo interno rimane intatto. Possiede inoltre una mossa speciale che risucchia l'energia vitale del suo proprietario, ottenendo così un'enorme quantità di forza che gli permette di usare tecniche molto potenti. Viene eliminato da Esdeath, nel tentativo di proteggere i suoi amici.
Chelsea (チェルシー?, Cherushī)
Doppiata da: Kaori Nazuka
Chelsea è un'esperta assassina che si aggiunge al gruppo dei Night Raid insieme a Susanō in sostituzione dei defunti Sheele e Bulat. A causa della sua schiettezza risulta il più delle volte antipatica, ma è attratta da Tatsumi, di cui ammira soprattutto la determinazione. Il suo teigu è Gea Foundation, una scatola di cosmetici che le permette di cambiare l'aspetto fisico a piacimento e di avere a portata di mano aghi speciali che usa per infilzare i suoi obiettivi nei punti vitali. Viene uccisa dalle marionette di Kurome, dopo che quest'ultima si dimostra insensibile all'attacco con gli aghi.

### Jaegers
Gli Jaegers (in tedesco "cacciatori") sono un corpo scelto, formato dal Primo Ministro, con lo specifico compito di eliminare i Night Raid. Esattamente come questi ultimi, gli Jaegers sono utilizzatori di teigu di vario tipo.
Esdeath (エスデス?, Esudesu)
Doppiata da: Satomi Akesaka
Generale dell'Impero, Esdeath è originaria di una tribù di cacciatori nomadi. Richiamata dal fronte nella capitale per contrastare la crescente minaccia dei Night Raid, forma a questo scopo una squadra di sette utilizzatori di teigu: gli Jaegers. Si distingue tra i membri dell'esercito per l'alto sadismo e la grande conoscenza delle tecniche di tortura, ma anche per il profondo legame di rispetto e fiducia che riesce a instaurare con tutti i membri degli Jaegers e gli altri soldati. Esdeath crede in modo maniacale nella legge del più forte, al punto da non mostrare alcuna esitazione e pietà nell'eliminare i suoi nemici. Si innamora follemente di Tatsumi costringendo quest'ultimo a scappare più volte da lei. Dispone di Demon's Extract, potente teigu che le consente di manipolare il ghiaccio a suo piacimento. In particolare, la tecnica chiamata Mahapadma, le permette di congelare letteralmente il tempo per un breve periodo e che può essere usata solo una volta al giorno a causa del grande dispiego di energie necessarie per alimentarla. Nel manga, dopo la caduta dell'Impero, Esdeath rimane l'unica avversaria delle decine di migliaia di ribelli che hanno ormai conquistato la capitale e inizia una guerra solitaria che ricopre l'intero continente di ghiaccio. Akame, sfruttando l'aiuto di tutti, riesce a ferirla al braccio, ma Esdeath si amputa la mano per sfuggire alla maledizione e continuare il combattimento. Alla fine, ormai stanca per l'enorme dispendio di energie, spezza la spada di Akame, ma quest'ultima, sfruttando questo istante, usa la spada di Esdeath per colpire un pezzo della Murasame, che avvelena Esdeath dal torace. Nei suoi ultimi momenti, Esdeath accetta senza remore la sua imminente morte e afferma che il suo solo ed unico rimpianto sia non essere riuscita a far innamorare di sé Tatsumi. Nell'anime, Esdeath si batte in solitaria con Akame che riesce a colpirla al braccio, ma Esdeath se lo amputa senza battere ciglio ed in seguito utilizza Mahapadma, tuttavia Akame la inganna con una falsa immagine di sé e la ferisce mortalmente con un fendente, quindi Esdeath accetta la sua sconfitta, si dirige verso l'ormai morto Tatsumi e si congela insieme a lui frantumandosi in mille pezzi.
Bols (ボルス?, Borusu)
Doppiato da: Eiji Takemoto
È un soldato della squadra inceneritori imperiali dal volto perennemente coperto da una maschera ignifuga. Bols è una persona gentile e premurosa ma, ben conscio di tutti gli eccidi commessi, si aspetta un giorno di pagare per i suoi crimini. È sposato da sei anni con una donna molto bella di nome Kije e hanno una bambina di nome Logue. Il suo teigu, Rubicante, è un potente lanciafiamme che può anche essere autodistrutto dal proprietario in una grande esplosione. Sopravvissuto dopo un combattimento contro Akame e Leone, muore assassinato da Chelsea, mascheratasi da ragazzina ferita. Dopo la sua morte, sua moglie e la loro bambina, che visitavano ogni giorno la sua tomba, vengono trovate da Syura, Enshin e Champ, che le stuprano, torturano e uccidono, riducendo i loro corpi in un tale stato da spingere le guardie a coprirne i corpi con un telo prima ancora che giungano ad investigare gli Jaegers. Quest'orrore spinge Wave a ribellarsi alla brutale spietatezza dei Wild Hunt. Nell'anime questi ultimi mancano e Kije e Logue aiutano a costruire il nuovo regno in seguito alla caduta dell'impero.
Wave (ウェイブ?, Weibu)
Doppiato da: Yoshimasa Hosoya
È un ragazzo dal carattere molto simile a quello di Tatsumi. Sebbene le sue esigenze vengano spesso messe in secondo piano dai suoi compagni, mostra per essi una sincera amicizia. Wave entra negli Jaegers per ripagare un debito. Non tollera nessun tipo di ingiustizia o di abuso di potere, e non esita a battersi contro Syura, sconfiggendolo. Sebbene all'inizio, ingenuamente, non fosse a conoscenza della corruzione e malgoverno dell'Impero, Wave ne diventa sempre più consapevole, ed è il solo ad accorgersi della brutalità di Seryu. Durante l'attacco alla capitale, decide di ritirarsi dal campo di battaglia con Kurome, di cui è innamorato, e sono per questo gli unici due Jaegers a sopravvivere, cosa che non avviene nell'anime, in cui gli ultimi Jaegers sopravvissuti sono lui e Ran. Il suo teigu, Grand Chariot, ha la forma di una spada da abbordaggio che una volta attivata rilascia un'armatura molto simile al teigu Incursio, che aumenta le abilità fisiche di chi la possiede.
Kurome (クロメ?)
Doppiata da: Ayaka Ōhashi
Sorella minore di Akame, venne venduta dai genitori all'Impero insieme a lei e costretta a diventare un'assassina. Kurome vive col costante terrore di mostrarsi inutile, in quanto gli assassini ritenuti non idonei vengono eliminati, e cerca continuamente di sconfiggere Akame per potersi riabilitare. Nonostante possa sembrare fredda, ha in realtà un'enorme paura di perdere i suoi compagni e restare sola. Si scopre che dei suoi superiori le hanno somministrato droghe e veleni per diventare sempre più potente. Durante il tentato assassinio di Chelsea, viene ferita al collo e, sebbene riesca a sopravvivere, non riuscirà mai a riprendersi del tutto. Nell'anime muore in seguito a un combattimento contro Akame. Nel manga viene portata via da Wave, dopo aver accettato i sentimenti di quest'ultimo e aver dichiarato a sua volta di amarlo, e si dirigono insieme verso un luogo che si ritiene possa aiutarla a guarire dagli effetti delle medicine che prendeva per aumentare la sua forza ma che stavano distruggendo il suo fisico. Il luogo scelto sono delle terme dove Kurome spenderà felicemente il resto dei suoi giorni con Wave ed Akame, almeno fino alla partenza di quest'ultima. Il suo teigu, Yatsufusa, è una katana in grado di catturare l'essenza dei nemici uccisi per poterli usare in battaglia come marionette.
Ran (ラン?)
Doppiato da: Junji Majima
Ragazzo premuroso e protettivo verso i suoi compagni o i suoi studenti, si è unito agli Jaegers per punire il responsabile del massacro dei suoi studenti quando, in passato, era un insegnante. Grazie alla sua grande intelligenza, ricopre il ruolo di braccio destro di Esdeath. Il suo teigu, Mastema, è formato da un'imbragatura che, una volta attivata, rivela un paio di grandi ali in grado di scagliare pericolose penne perforanti. Nel manga diviene una marionetta di Kurome dopo aver combattuto contro l'assassino responsabile dello stupro e della morte dei suoi alunni, mentre nell'anime è l'unico degli Jaeger a sopravvivere insieme a Wave.
Dr. Stylish (Dr. スタイリッシュ?, Dokutā Sutairisshu)
Doppiato da: Ken Narita
Il Dr. Stylish è il membro più intelligente degli Jaegers e funge da consulente tecnico e strategico per il gruppo. Ha un ottimo spirito di osservazione, un buon senso strategico e tattico, e una profonda conoscenza di veleni e tossine. Apparentemente serio e composto e con una grande passione per lo stile e la moda, cerca sempre di mostrarsi elegante e sofisticato. In realtà è un uomo cinico e sadico, privo di etica e rispetto per la vita umana, o per qualunque cosa non lo riguardi. Ha al suo completo servizio un'armata di esseri umani su cui, in passato, ha effettuato esperimenti e modifiche rendendoli immuni al veleno, al dolore e alla fatica. Il suo teigu, Perfector, è composto da un paio di guanti da lavoro in grado di aumentare esponenzialmente velocità e destrezza delle dita di chi li indossa. Messo alle strette durante una battaglia contro i Night Raid, Stylish si inietta un siero che lo trasforma in un gigante, ma viene ferito a morte da Akame, risultando il primo degli Jaeger a morire.
Seryu Ubiquitous ed Hekatokheires (セリュー・ユビキタス?, Seryū Yubikitasu)
Doppiata da: Kana Hanazawa
Seryū è una giovane ragazza che, nonostante l'apparente gentilezza, si dimostra gravemente psicotica e ossessionata dal concetto di giustizia. È convinta che le sue azioni siano dettate da un bene superiore e che i criminali debbano essere tutti eliminati. Proprio per queste ragioni, si dimostra particolarmente brutale contro ogni nemico e contro chi si arrende in battaglia. Il suo teigu, Hekatokheires, è di tipo biologico e ha la forma di un piccolo cane che lei chiama affettuosamente Koro. Una volta sprigionato il suo potere, Koro subisce un aumento considerevole delle sue dimensioni e ottiene una forza dirompente. Oltre a esso, Seryu può contare sulle numerose armi impiantate nel suo corpo dal Dr. Stylish quali mitragliatori, lanciamissili e un fucile anticarro e che rivela facendosi letteralmente dilaniare dal suo animale. Dopo essere stata sconfitta da Mine, si autodistruggerà utilizzando una bomba impiantatale nel cervello senza però riuscire a eliminare la sua avversaria.

### Altri personaggi
Honest (オネスト大臣?)
Doppiato da: Kōji Ishii
Principale antagonista della serie. Approfitta della sua carica di primo ministro per seminare corruzione nell'impero. Si presenta come un uomo di mezza età e ha un carattere estremamente sadico e crudele. Alla fine della serie, utilizza il suo teigu Erastone, un oggetto a forma di anello, per annullare il potere di guarigione di Leone (mentre nell'anime distrugge proprio il teigu) e ferirla gravemente a colpi di pistola. Tuttavia, nell'anime viene brutalmente ucciso da quest'ultima, scavandogli la faccia a suon di pugni. Nel manga viene rivelato che, per vivere al meglio la sua vita, si è sottoposto ad un allenamento che gli ha conferito una possente muscolatura, nonché una incredibile vitalità che gli permette di sopravvivere a ferite normalmente mortali. Proprio nel finale questa grande resistenza gli si ritorcerà contro, perché dopo essere stato sconfitto da Leone, fusa al suo teigu, viene poi condannato ad essere smembrato pezzo per pezzo dai membri dell'armata rivoluzionaria e per via della sua robustezza Honest subirà fino in fondo una morte lenta e orribile.
Makoto (皇帝?)
Doppiato da: Yō Taichi
È il giovanissimo monarca che presiede l'Impero. Non è malvagio, ma viene manipolato dal suo consigliere Honest che approfitta della sua ingenuità per creare scompiglio nell'Impero. Il suo teigu è Shikoutazer: un gigantesco e potentissimo guerriero in grado di sparare raggi laser e che risveglia per sconfiggere l'armata rivoluzionaria giunta nella capitale. Dopo che la sua arma viene fermata da Tatsumi, l'imperatore viene condannato a morte e con grande compostezza si sottopone alla ghigliottina per riscattarsi del male che ha involontariamente commesso.
Budo (ブドー大将軍?)
Doppiato da: Hozumi Gōda
È il più potente generale dell'Impero dopo Esdeath. Anche Budo è ostile al primo ministro ma non si unisce ai ribelli perché la sua fedeltà verso l'impero in quanto tale è assoluta e quindi non può accettare che ci si opponga ad esso.  Dispone di un'armatura, Adrammelech, che gli consente di colpire i nemici con potenti scariche elettriche. Nella serie animata viene sconfitto da Mine che muore poco dopo lo scontro mentre in quella a fumetti quest'ultima sopravvive.
Syura (修羅?)
Doppiato da: Ryōhei Kimura
Si tratta del figlio di Honest nonché il capo dei Wild Hunt, la polizia segreta dell'Impero. Il suo teigu Shambhala gli consente di creare dei varchi che utilizza per teletrasportare se stesso e gli altri in qualunque luogo abbia precedentemente marcato. È un uomo arrogante, spietato e sadico, che ama violentare le donne usandole come oggetti, per poi ucciderle quando si stanca di loro. La sua passione per gli abusi sessuali è condivisa da tutto il gruppo dei Wild Hunt. Quando mette gli occhi su Kurome, Wave lo colpisce perché, dopo aver visto i corpi violentati e smembrati della moglie e della bambina del defunto Bols, ha deciso di opporsi direttamente agli Wild Hunt. Per evitare incidenti diplomatici interni, i due si affrontano in uno scontro a mani nude ed è Wave a vincere. Imprigiona poi Lubbock e lo tortura per convincerlo a tradire i Night Raid, attraverso una tortura molto feroce sia fisica che mentale per rivoltarlo contro Tatsumi. Sebbene Lubbock, a cui viene anche schiacciato un testicolo, sembri cedere, in realtà resta fedele ai suoi amici e con l'inganno riesce a liberarsi e ad uccidere Syura spezzandogli il collo, venendo poi ucciso a sua volta.
Liver (リヴァ?, Riva)
Doppiato da: Jōji Nakata
Liver è il capo delle Tre Bestie, nonché il più forte dei tre. Liver era un generale dell'esercito imperiale ma, arrestato per non aver voluto dare mazzette al Primo Ministro, decise in seguito di servire fedelmente Esdeath. Bulat, che un tempo era un soldato al suo servizio, lo ricorda come un grande superiore che teneva più alla vita dei suoi uomini che ad altro. Il suo teigu, Blue Marlin, è un anello in grado di controllare l'acqua e più in generale qualsiasi liquido con cui viene in contatto. Viene ucciso da Bulat, non prima di prendersi la sua vita colpendolo col suo sangue in cui aveva precedentemente iniettato una miscela di dopanti e veleno.
Nyau (ニャウ?)
Doppiato da: Hitomi Nabatame
Il più giovane membro delle Tre Bestie. Nonostante l'apparenza minuta e innocua, ha un carattere sadico e crudele. Il suo teigu, Scream, è un flauto il cui suono è in grado di manipolare le emozioni di chi lo ascolta e di indurre all'apatia i suoi nemici. L'asso nella manica di Nyau consiste nell'usare il flauto per aumentare la propria massa muscolare e diventare più forte. Viene ucciso da Tatsumi, dopo che questi si fonde con Incursio.
Daidara (ダイダラ?)
Doppiato da: Anri Katsu
Membro delle Tre Bestie insieme a Liver e Nyau, è un uomo il cui fanatismo per le battaglie lo ha spinto a intraprendere un viaggio di addestramento allo scopo di diventare il più forte di tutti e infatti ha un fisico possente. È il primo delle Tre Bestie a essere sconfitto da Bulat. Il suo teigu, Belvark, è un'ascia in grado di dividersi in due parti che, quando vengono lanciate, seguono l'avversario finché non perdono velocità.
Ogre
Doppiato da: Tsuyoshi Koyama
Corrotto capitano della polizia imperiale e mentore di Seryu. I Night Raid vengono incaricati di ucciderlo e proprio per questa ragione viene eliminato da Tatsumi.
Zanku (首斬りザンク?)
Doppiato da: Satoshi Tsuruoka
Ex boia dell'Impero impazzito dopo le numerose torture che ha commesso. Il suo teigu è Spectator, con cui riesce a leggere la mente dei suoi nemici e a prevederne gli attacchi. Dopo che i Night Raid vengono richiamati per ucciderlo, affronta Akame in duello venendo da lei ucciso. Proprio nel momento della morte ringrazierà la ragazza perché finalmente non sente più nella testa le voci delle proprie vittime.

## Media

### Manga

Logo della serie

Il manga, scritto da Takahiro e disegnato da Tetsuya Tashiro, è stato serializzato sulla rivista shōnen Gangan Joker di Square Enix dal 10 marzo 2010 al 22 dicembre 2016. I diversi capitoli sono stati raccolti in quindici volumi tankōbon, pubblicati tra il 21 agosto 2010 e il 22 febbraio 2017. In Italia la serie è stata acquisita da Panini Comics, per l'etichetta Planet Manga, in occasione del Napoli Comicon 2015. La traduzione dei testi è stata curata da Federica Lippi, mentre il lettering è stato realizzato da Miriam Esteban Rossi e Massimo Stella. In America del Nord i diritti sono stati acquistati da Yen Press.
| 1  | 21 agosto 2010 | ISBN 978-4-7575-2980-9 | 22 ottobre 2015   | ISBN 978-88-912-6003-1 |
| 1  | Capitoli - 1. Uccidere l'oscurità (闇を斬る?, Yami o kiru) - 2. Uccidere la nazione (国を斬る?, Kuni o kiru) - 3. Uccidere l'autorità (権力を斬る?, Kenryoku o kiru) - 4. Uccidere il rancore (蟠りを斬る?, Wadakamari o kiru) |                        |                   |                        |
| 2  | 22 gennaio 2011 | ISBN 978-4-7575-3129-1 | 3 dicembre 2015   | —                      |
| 2  | Capitoli - 5. Uccidere l'aggressore (辻斬りを斬る?, Tsujigiri o kiru) - 6. Uccidere gli utilizzatori di teigu (帝具使いを斬る?, Teigu tsukai o kiru) - 7. Uccidere la fantasia (夢物語を斬る?, Yume monogatari o kiru) - 8. Uccidere i topi di fogna (溝鼠をを斬る?, Dobunezumi o kiru) - 9. Uccidere la giustizia assoluta (絶対正義を斬る?, Zettai seigi o kiru) |                        |                   |                        |
| 3  | 21 maggio 2011 | ISBN 978-4-7575-3238-0 | 14 gennaio 2016   | —                      |
| 3  | Capitoli - 10. Uccidere la tristezza (悲しみを斬る?, Kanashimi o kiru) - 11. Uccidere gli impostori (偽者を斬る?, Nisemono o kiru) - 12. Uccidere le Tre Bestie (三匹を斬る?, Sanbiki o kiru) - 13. Uccidere l'armata di Esdeath (prima parte) (エスデス軍を斬る (前編)?, Esudesu-gun o kiru (zenpen)) - 14. Uccidere l'armata di Esdeath (seconda parte) (エスデス軍を斬る (後編)?, Esudesu-gun o kiru (kōhen)) |                        |                   |                        |
| 4  | 21 gennaio 2012 | ISBN 978-4-7575-3482-7 | 11 febbraio 2016  | —                      |
| 4  | Capitoli - 15. Uccidere le avversità (苦難を斬る?, Kunan o kiru) - 16. Uccidere i fanatici della battaglia (戦闘狂を斬る?, Sentōkyō o kiru) - 17. Uccidere i banditi (山賊を斬る?, Sanzoku o kiru) - 18. Uccidere la tentazione (誘惑を斬る?, Yūwaku o kiru) - 19. Uccidere i momenti di crisi (危機を斬る?, Kiki o kiru) |                        |                   |                        |
| 5  | 21 aprile 2012 | ISBN 978-4-7575-3570-1 | 10 marzo 2016     | —                      |
| 5  | Capitoli - 20. Uccidere gli intrusi (侵入者を斬る?, Shinnyūsha o kiru) - 21. Uccidere lo scienziato pazzo (マッドサイエンティストを斬る?, Maddo saientisuto o kiru) - 22. Uccidere la regione inesplorata (秘境を斬る?, Hikyō o kiru) - 23. Uccidere i nuovi membri (新入りを斬る?, Shiniri wo kiru) - Akame ga KILL! Capitolo extra |                        |                   |                        |
| 6  | 22 settembre 2012 | ISBN 978-4-7575-3736-1 | 14 aprile 2016    | —                      |
| 6  | Capitoli - 24. Uccidere le specie pericolose (危険種を斬る?, Kikenshu wo kiru) - 25. Uccidere i seccatori (邪魔者を斬る?, Jamamono o kiru) - 26. Uccidere la specie pericolosa gigante (巨大危険種を斬る?, Kyodai kikenshu o kiru) - 27. Uccidere i più forti (強者を斬る?, Kyōsha o kiru) - 28. Uccidere il gruppo religioso (教団を斬る?, Kyōdan o kiru) |                        |                   |                        |
| 7  | 22 febbraio 2013 | ISBN 978-4-7575-3881-8 | 12 maggio 2016    | —                      |
| 7  | Capitoli - 29. Uccidere gli Jaegers (イェーガーズを斬る?, Iēgāzu o kiru) - 30. Uccidere i burattini (prima parte) (人形を斬る (前編)?, Ningyō o kiru (zenpen)) - 31. Uccidere i burattini (seconda parte) (人形を斬る (後編)?, Ningyō o kiru (kōhen)) - 32. Uccidere la maledizione (呪縛を斬る?, Jubaku o kiru) - 33. Uccidere l'essere umano potenziato (強化人間を斬る?, Kyōka ningen o kiru) |                        |                   |                        |
| 8  | 22 luglio 2013 | ISBN 978-4-7575-4011-8 | 21 luglio 2016    | —                      |
| 8  | Capitoli - Capitolo extra. Uccidere i ricordi (追憶を斬る?, Tsuioku o Kiru) - 34. Uccidere i demoni (prima parte) (鬼を斬る（前編）?, Oni o kiru (zenpen)) - 35. Uccidere i demoni (seconda parte) (鬼を斬る（後編）?, Oni o kiru (kōhen)) - 36. Uccidere il karma (prima parte) (因縁を斬る（前編）?, Innen o kiru (zenpen)) - 37. Uccidere il karma (seconda parte) (因縁を斬る (中編)?, Innen o kiru (chūhen)) - 38. Uccidere il karma (terza parte) (因縁を斬る (後編)?, Innen o kiru (kōhen))                           |                        |                   |                        |
| 9  | 22 gennaio 2014 | ISBN 978-4-7575-4206-8 | 22 settembre 2016 | —                      |
| 9  | Capitoli - 39. Uccidere il trauma (トラウマを斬る?, Torauma o kiru) - 40. Uccidere l'ambizione (野望を斬る?, Yabō o kiru) - 41. Uccidere la malvagità (邪悪を斬る?, Jaaku o kiru) - 42. Uccidere la disperazione (prima parte) (絶望を斬る（前編）?, Zetsubō o kiru (zenpen)) - 43. Uccidere la disperazione (seconda parte) (絶望を斬る（後編）?, Zetsubō o kiru (kōhen)) |                        |                   |                        |
| 10 | 21 giugno 2014 | ISBN 978-4-7575-4338-6 | 17 novembre 2016  | —                      |
| 10 | Capitoli - 44. Uccidere l'esitazione (躊躇いを斬る?, Tamerai o kiru) - 45. Uccidere l'eresia (prima parte) (外道を斬る（前編）?, Gedō o kiru (zenpen)) - 46. Uccidere l'eresia (seconda parte) (外道を斬る（後編）?, Gedō o kiru (kōhen)) - 47. Uccidere il nemico (prima parte) (仇を斬る（前編）?, Kataki o kiru (zenpen)) - 48. Uccidere il nemico (seconda parte) (仇を斬る（後編）?, Kataki o kiru (kōhen)) |                        |                   |                        |
| 11 | 22 dicembre 2014 | ISBN 978-4-7575-4505-2 | 19 gennaio 2017   | —                      |
| 11 | Capitoli - 49. Uccidere l'indecisione (迷いを斬る?, Mayoi o kiru) - 50. Uccidere la crisi (難局を斬る?, Nankyoku o kiru) - 51. Uccidere l'amore (恋慕を斬る?, Renbo o kiru) - 52. Uccidere il massacro (修羅を斬る?, Shura o kiru) - 53. Uccidere le avversità (prima parte) (逆境を斬る (前編)?, Gyakkyō o kiru (zenpen)) - 54. Uccidere le avversità (seconda parte) (逆境を斬る (後編)?, Gyakkyō o kiru (kōhen)) |                        |                   |                        |
| 12 | 22 luglio 2015 | ISBN 978-4-7575-4693-6 | 4 maggio 2017     | —                      |
| 12 | Capitoli - 55. Uccidere i due più forti (二強を斬る?, Nikyō o kiru) - 56. Uccidere il generale supremo (大将軍を斬る?, Daishōgun o kiru) - 57. Uccidere l'alchimista (錬金術師を斬る?, Renkinjutsu-shi o kiru) - 58. Uccidere la destrezza (手練れを斬る?, Tedare o kiru) - 59. Uccidere le impressioni (あなたの前提を斬る?, Anata no zentei o kiru) - 60. Uccidere i Wild Hunt (ワイルドハントを斬る?, Wairudohanto o kiru)                                                                                                |                        |                   |                        |
| 13 | 22 gennaio 2016 | ISBN 978-4-7575-4863-3 | 21 settembre 2017 | —                      |
| 13 | Capitoli - 61. Uccidere i rinforzi (強化を斬る?, Kyōka o kiru) - 62. Uccidere il passato (prima parte) (過去を斬る (前編)?, Kako o kiru (zenpen)) - 63. Uccidere il passato (seconda parte) (過去を斬る (後編)?, Kako o kiru (kōhen)) - 64. Uccidere la sorella (prima parte) (妹を斬る (前編)?, Imōto o kiru (zenpen)) - 65. Uccidere la sorella (seconda parte) (妹を斬る (中編)?, Imōto o kiru (chūhen)) - 66. Uccidere il karma (因果を斬る?, Inga o kiru)                                                               |                        |                   |                        |
| 14 | 22 agosto 2016 | ISBN 978-4-7575-5080-3 | 18 gennaio 2018   | —                      |
| 14 | Capitoli - 67. Uccidere l'oscurità (晦冥を斬る?, Kaimei o kiru) - 68. Uccidere i capi (元凶を斬る?, Genkyō o kiru) - 69. Uccidere il corpo a corpo (prima parte) (混戦を斬る (前編)?, Konsen o kiru (zenpen)) - 70. Uccidere il corpo a corpo (seconda parte) (混戦を斬る (後編)?, Konsen o kiru (kōhen)) - 71. Uccidere l'arcinemico (大敵を斬る?, Daiteki o kiru) - 72. Uccidere le radici (根源を斬る?, Kongen o kiru) |                        |                   |                        |
| 15 | 22 febbraio 2017 | ISBN 978-4-7575-5249-4 | 3 maggio 2018     | —                      |
| 15 | Capitoli - 73. Uccidere il teigu definitivo (prima parte) (至高を斬る?, Shikō o kiru) - 74. Uccidere il teigu definitivo (seconda parte) (至高を斬る（後編）?, Shikō o kiru (kōhen)) - 75. Uccidere Esdeath (prima parte) (エスデスを斬る (前編)?, Esudesu o kiru (zenpen)) - 76. Uccidere Esdeath (seconda parte) (エスデスを斬る (中編)?, Esudesu o kiru (chūhen)) - 77. Uccidere Esdeath (terza parte) (エスデスを斬る (後編)?, Esudesu o kiru (kōhen)) - 78. Akame ga KILL - Akame uccide (アカメが斬る?, Akame ga kiru) |                        |                   |                        |

#### Spin-off

Copertina del primo volume dell'edizione italiana, raffigurante Akame

Un prequel dal titolo Akame ga Kill! Zero (アカメが斬る！零?, Akame ga kiru! Zero) è stato serializzato sulla rivista Big Gangan di Square Enix dal 25 ottobre 2013 al 25 gennaio 2019. I diversi capitoli sono stati raccolti in dieci volumi tankōbon, pubblicati tra il 21 giugno 2014 e il 25 aprile 2019. La serie è stata scritta da Takahiro con le illustrazioni di Kei Toru. La storia verte sul passato di Akame quando lavorava ancora per l'Impero. In Italia la serie è stata annunciata da Panini Comics, per l'etichetta Planet Manga, in occasione del Lucca Comics and Games 2016 ed è stata pubblicata da marzo 2017 a settembre 2019. La traduzione dei testi è stata curata da Federica Lippi, mentre il lettering è stato realizzato da Miriam Esteban Rossi e Massimo Stella. In America del Nord i diritti sono stati acquistati sempre da Yen Press.
| 1  | 21 giugno 2014 | ISBN 978-4-7575-4339-3 | 9 marzo 2017      |
| 1  | Capitoli - 1. Due ragazze (二人の少女?, Futari no shōjo) - 2. Il giorno d'inizio (はじまりの日?, Hajimari no hi) - 3. La prima missione (prima parte) (初任務 (前編)?, Hatsu ninmu (zenpen)) - 4. La prima missione (seconda parte) (初任務 (後編)?, Hatsu ninmu (kōhen)) - 5. Crescere nell'oscurità (闇に育つ?, Yami ni sodatsu) - 6. Impresa difficile! L'uccisione del governatore (難関！ 太守殺し?, Nankan! Taishu goroshi)                                                                              |                        |                   |
| 2  | 22 dicembre 2014 | ISBN 978-4-7575-4506-9 | 13 luglio 2017    |
| 2  | Capitoli - 7. La battaglia sul fiume Hakurou (白狼河の戦い?, Hakuro kawa no tatakai) - 8. Incontro casuale (巡り会い?, Meguriai) - 9. Assassine (殺し屋たち?, Koroshiya-tachi) - 10. Battaglia mortale (prima parte) (死戦 (前編)?, Shitō (zenpen)) - 11. Battaglia mortale (seconda parte) (死戦 (後編)?, Shitō (kōhen)) - 12. Pianto disperato (慟哭?, Dōkoku) - 13. Scontro in vetta (頂上対決?, Chōjō taiketsu)                                                                                            |                        |                   |
| 3  | 22 luglio 2015 | ISBN 978-4-7575-4694-3 | 16 novembre 2017  |
| 3  | Capitoli - 14. Resti (遺跡?, Iseki) - 15. Tecniche segrete (秘術?, Hijutsu) - 16. Aspirazione (思幕?, Shibo) - 17. Irruzione (突入?, Totsunyū) - 18. Corpo a corpo (混戦?, Konsen) - 19. Numero uno (No.1?, Nanbā wan) - 20. Capo supremo (長?, Osa) |                        |                   |
| 4  | 22 gennaio 2016 | ISBN 978-4-7575-4864-0 | 15 marzo 2018     |
| 4  | Capitoli - 21. Colui che prenderà il comando (受け継がれていくもの?, Uketsuga rete iku mono) - 22. Sorelle (姉妹?, Shimai) - 23. Verità (真実?, Shinjitsu) - 24. Fuga (脱出?, Dasshutsu) - 25. Luci e ombre del ritrovarsi (再会の光と影?, Saikai no hikari to kage) |                        |                   |
| 5  | 22 agosto 2016 | ISBN 978-4-7575-5081-0 | 12 luglio 2018    |
| 5  | Capitoli - 26. A ciascuno il suo amore (愛それぞれ?, Ai sorezore) - 27. Dichiarazione (告白?, Kokuhaku) - 28. Ombre sinistre (忍び寄る影?, Shinobiyoru kage) - 29. Attacco feroce (強襲?, Kyōshū) - 30. L'assalto degli Oarberg (猛攻オールベルグ?, Mōkō ōruberugu) - 31. Tra la vita e la morte (死線?, Shisen) |                        |                   |
| 6  | 22 febbraio 2017 | ISBN 978-4-7575-5250-0 | 13 settembre 2018 |
| 6  | Capitoli - 32. A ciascuno la sua grande battaglia (それぞれの激闘?, Sorezore no gekitō) - 33. Il divario tra le più forti (最強の隙?, Saikyō no suki) - 34. La verità di questo mondo (prima parte) (世界の真実（前編）?, Sekai no shinjitsu (zenpen)) - 35. La verità di questo mondo (seconda parte) (世界の真実（後編）?, Sekai no shinjitsu (kōhen)) - 36. Il futuro che verrà (やがてくる未来?, Yagate kuru mirai) - 37. Il giusto tipo di amore (正しい恋愛?, Tadashī ren'ai)                            |                        |                   |
| 7  | 25 agosto 2017 | ISBN 978-4-7575-5457-3 | 8 novembre 2018   |
| 7  | Capitoli - 38. Dove si trova la giustizia (正義の在処?, Seigi no arika) - 39. Istruzioni per uccidere (暗殺指南?, Ansatsu shinan) - 40. Dedizione (献身?, Kenshin) - 41. Mischia sotto la luna (月下の乱戦?, Gekka no ransen) - 42. Fine di un dio della morte (死神の終焉?, Shinigami no shūen) |                        |                   |
| 8  | 25 dicembre 2017 | ISBN 978-4-7575-5564-8 | 17 gennaio 2019   |
| 8  | Capitoli - 43. Nella capitale (帝都にて?, Teito nite) - 44. Dialogo (対話?, Taiwa) - 45. Rancore (怨恨?, Enkon) - 46. Incontro casuale (邂逅?, Kaikō) - 47. Ai confini dell'odio (憎悪の果てに?, Zōo no hate ni) |                        |                   |
| 9  | 25 agosto 2018 | ISBN 978-4-7575-5827-4 | 21 marzo 2019     |
| 9  | Capitoli - 48. Teigu (帝具?, Teigu) - 49. Gli orrori dell'epurazione (prima parte) (粛清の惨渦（前編）?, Shukusei no sanka (zenpen)) - 50. Gli orrori dell'epurazione (seconda parte) (粛清の惨渦（後編）?, Shukusei no sanka (kōhen)) - 51. L'incontro con Najenda (ナジェンダとの出会い?, Najenda to no deai) - 52. Punto di svolta (prima parte) (道標（前編）?, Dōhyō (zenpen)) - 53. Punto di svolta (seconda parte) (道標（後編）?, Dōhyō (kōhen)) - 54. La notte del destino (運命の夜?, Unmei no yoru) |                        |                   |
| 10 | 25 aprile 2019 | ISBN 978-4-7575-6104-5 | 5 settembre 2019  |
| 10 | Capitoli - 55. Distacco definitivo (決別?, Ketsubetsu) - 56. Padre e figlia (親と子と?, Oya to ko to) - 57. La fine del gruppo scelto (選抜組の結末?, Senbatsu-gumi no ketsumatsu) - 58. Night Raid (ナイトレイド?, Naito Reido) - 59. Follia in aumento (加速する狂気?, Kasoku suru kyōki) - 60. La fine di Zero (零の終焉?, Zero no shūen) |                        |                   |

### Anime
Un adattamento anime, annunciato da Square Enix nel gennaio 2014 e realizzato da White Fox, è andato in onda dal 6 luglio al 14 dicembre 2014. La regia era a cura di Tomoki Kobayashi, mentre la composizione della serie è stata affidata a Makoto Uezu. Takahiro ha supervisionato lo scenario e Taku Iwasaki ha composto la colonna sonora. Le sigle di apertura e chiusura sono rispettivamente, il singolo, Skyreach di Sora Amamiya e il singolo, Konna sekai, shiritakunakatta. (こんな世界、知りたくなかった。?) di Miku Sawai, per poi cambiare, a partire dall'episodio quindici, con il singolo, Liar Mask di Rika Mayama e Tsuki akari (月灯り? lett. "Chiaro di luna") di Sora Amamiya.
In diverse Nazioni gli episodi sono stati trasmessi in streaming, in contemporanea con il Giappone, dal sito web streaming, Crunchyroll, mentre la serie è stata concessa in licenza a Sentai Filmworks in America del Nord, ad Hanabee in Australia e Nuova Zelanda e ad Animatsu in Irlanda e Regno Unito. In Italia l'anime è stato trasmesso per la prima volta nel 2019 in streaming sottotitolato dalla web TV VVVVID.

#### ONA
I seguenti ONA, prodotti da C-Station in collaborazione con White Fox, sono stati pubblicati sul web in corrispondenza con la messa in onda degli episodi principali della serie. La regia è a cura di Masafumi Tamura, mentre il character design è stato sviluppato da Asami Watanabe.
| Nº | Titolo italiano (traduzione letterale) Giapponese 「Kanji」 - Rōmaji                                                               | In onda           | In onda |
| Nº | Titolo italiano (traduzione letterale) Giapponese 「Kanji」 - Rōmaji                                                               | Giapponese        |         |
| 1  | Tatsumi e Leone 「タツミとレオーネ」 - Tatsumi to Reōne                                                                            | 6 luglio 2014     |         |
| 2  | 1 minuto di cottura 「1分間クッキング」 - Ippunkan kukkingu                                                                        | 13 luglio 2014    |         |
| 3  | Sorgenti termali 「温泉」 - Onsen                                                                                                  | 20 luglio 2014    |         |
| 4  | Vendita per corrispondenza parte 1 「通販その①」 - Tsūhan sono ichi                                                                | 27 luglio 2014    |         |
| 5  | Occhiali 「メガネ」 - Megane | 3 agosto 2014     |         |
| 6  | La divertente classe delle torture di Esdeath 「エスデスの楽しい拷問教室」 - Esudesu no tanoshii gōmon kyōshitu                    | 10 agosto 2014    |         |
| 7  | La gita di scienze sociali 「社会見学」 - Shakai kengaku                                                                           | 17 agosto 2014    |         |
| 8  | Leggenda popolare: Estarō 「むかしばなし エス太朗」 - Mukashibanashi Esutarō                                                       | 24 agosto 2014    |         |
| 9  | Colloquio di lavoro 「面接」 - Mensetsu                                                                                            | 31 agosto 2014    |         |
| 10 | DX Incursio 「DXインクルシオ」 - Derakkusu Inkurushio                                                                              | 7 settembre 2014  |         |
| 11 | Il bar della ragazza 「ガールズバー」 - Gāruzu Bā                                                                                  | 14 settembre 2014 |         |
| 12 | Vendita per corrispondenza parte 2 「通販その②」 - Tsūhan sono ni                                                                  | 21 settembre 2014 |         |
| 13 | Il nuovo nascondiglio 「新しいアジト」 - Atarashii ajito                                                                           | 28 settembre 2014 |         |
| 14 | Amare Esdeath, sul serio! 「まじこい」 - Majikoi                                                                                   | 5 ottobre 2014    |         |
| 15 | La divertente classe della prevenzione della criminalità di Seryū 「セリューの楽しい防犯教室」 - Seryū no tanoshii bōhan kyōshitsu | 12 ottobre 2014   |         |
| 16 | Un ricordo materno...!? 「母の思い出…！？」 - Haha no omoide…!?                                                                    | 19 ottobre 2014   |         |
| 17 | Casa stregata 「オバケ屋敷」 - Obake yashiki                                                                                       | 26 ottobre 2014   |         |
| 18 | Velocità della luce! Susanō-san 「電光石火！スサノオさん」 - Denkōsekka! Susanō-san                                                | 2 novembre 2014   |         |
| 19 | Il siparietto comico dei Rakshasa 「羅刹のお漫才」 - Rasetsu no omanzai                                                            | 9 novembre 2014   |         |
| 20 | Vendita per corrispondenza parte 3 「通販その③」 - Tsūhan sono san                                                                 | 16 novembre 2014  |         |
| 21 | Leggenda popolare: la gru riconoscente 「むかしばなし つるの恩返し」 - Mukashibanashi tsuru no ongaeshi                            | 23 novembre 2014  |         |
| 22 | Akame e Kurome 「アカメとクロメ」 - Akame to Kurome                                                                                | 30 novembre 2014  |         |
| 23 | Partenza 「旅立ち」 - Tabidachi | 7 dicembre 2014   |         |
| 24 | Party per la missione compiuta 「打ち上げパーティー」 - Uchiage Pātī                                                               | 14 dicembre 2014  |         |

## Accoglienza
Il settimo e l'ottavo volume del manga hanno venduto rispettivamente 24 181 e 37 833 copie durante la prima settimana dalla loro pubblicazione. L'undicesimo volume ha venduto 2,1 milioni di copie.
La serie principale e il prequel Akame ga Kill! Zero hanno venduto assieme un totale di 3,3 milioni di copie ad agosto 2016.
Kestrel Swift di Fandom Post ha elogiato il primo episodio dell'anime affermando "un commento aspro e brutale sulla corruzione e quanto è probabile che più qualcuno sembri perfetto, più oscuro è il segreto in agguato" così come il suo valore di produzione da parte di White Fox. Anche Robert Mullarkey di UK Anime Network ha dato alla serie una risposta simile per le sue scene d'azione e la violenza mostrata. Tuttavia, ha criticato alcuni dei suoi personaggi e ha affermato che l'anime ha bisogno di "abbandonare la commedia". Durante la recensione dei primi otto episodi della serie, Matt Packard di Anime News Network ha detto che è "stupido e infantile" così come "Non c'è niente di maturo sull'idea che il male assume sempre la forma di uno psicopatico o di un ghiottone assetato di potere, o che le persone diventano assassini morti nell'anima perché una volta è successo loro qualcosa di traumatico, o che i fisicamente deboli sono destinati a diventare schiavi e morire piangendo". Nel sito web di classifiche Goo, Akame ga Kill! si è classificato al 36º posto con 9 voti nella lista dei finali più miserabili degli anime.

## Sequel
Dal giugno 2017 al giugno 2022 è stato pubblicato, sulle pagine di Monthly Big Gangan della Square Enix, il sequel spin-off di Akame ga Kill!, Hinowa ga Crush!, manga seinen scritto sempre da Takahiro e disegnato dall'artista Strelka.